# Lista över svenska allmännyttiga stiftelser med stora aktieinnehav
Lista över svenska allmännyttiga stiftelser med stora aktieinnehav
Listan över svenska allmännyttiga stiftelser med stora innehav tar inte upp:
- pensionsstiftelser
- av staten instiftade stiftelser (exempelvis Östersjöstiftelsen och KK-stiftelsen)
- personal- och vinstandelsstiftelser

## Svenska stiftelser med stora aktieinnehav i urval
| Stiftelse/r                                                           | Portföljvärde miljoner kronor januari 2011 | Företag som domineras         | Andra stora innehav              |
| --------------------------------------------------------------------- | ------------------------------------------ | ----------------------------- | -------------------------------- |
| Wallenbergstiftelserna                                                | 41.500                                     | Investor                      | SKF, StoraEnso, SEB, Saab AB     |
| Torsten Söderbergs stiftels och Ragnar Söderbergs stiftelse           | 6.712                                      | Ratos                         | endast innehav i Ratos           |
| Jan Wallander och Tom Hedelius stiftelse och Tore Browaldhs stiftelse | 4.176                                      |                               | Industrivärden och Handelsbanken |
| Sparbanksstiftelserna                                                 | 3.400                                      | Swedbank                      | endast innehav i Swedbank        |
| Göranssonska stiftelserna                                             | 3.244                                      |                               |                                  |
| Kempestiftelserna                                                     | 1.673                                      | Holmen                        |                                  |
| Crafoordska stiftelsen                                                | 1.452                                      |                               |                                  |
| Göran Gustafssons stiftelser                                          | 926                                        |                               |                                  |
| Carl Tryggers Stiftelse för Vetenskaplig Forskning                    | 916                                        |                               |                                  |
| ÅF Forskningsstiftelse och ÅFOND stiftelse                            | 846                                        | ÅF                            | Inget annat innehav              |
| Stiftelsen Karl Bjerkes Minnesfond                                    | 693                                        | Inget                         |                                  |
| Olle Engkvists stiftelse och Signhild Engkvists stiftelse             | 650                                        |                               |                                  |
| Gålöstiftelsen                                                        | 529                                        | Inget                         |                                  |
| Herman Kreftings Stiftelse                                            | 520                                        | VBG Group                     | Inget annat innehav              |
| Hugo Stenbecks stiftelse                                              | 511                                        |                               | företag i Stenbecksfären         |
| Familjen Erling Perssons stiftelse                                    | 401                                        |                               |                                  |
| Kjell och Märta Beijers stiftelse                                     | 382                                        |                               |                                  |
| Helge Ax:son Johnsons stiftelse                                       | 374                                        | Nordstjernan                  |                                  |
| Jacob Wallenbergs stiftelser                                          | 308                                        |                               |                                  |
| Gyllenstiernska Krapperupstiftelsen                                   | 288                                        | (Krapperup)                   |                                  |
| Ingabritt och Arne Lundbergs stiftelse                                | 273                                        |                               |                                  |
| Bo Rydins stiftelse                                                   | 253                                        |                               |                                  |
| Stiftelsen Kronprinsessan Margaretas Minnesfond                       | 252                                        |                               |                                  |
| Anders Walls stiftelser                                               | 241                                        |                               |                                  |
| Åhlenstiftelsen                                                       | 223                                        |                               |                                  |
| Stiftelsen av den 5 oktober 1969                                      | 215                                        |                               |                                  |
| Edvard Welanders stiftelse                                            | 130                                        |                               |                                  |
| Stiftelsen Bruksfonden                                                | 129                                        |                               | Handelsbanken                    |
| Danviks Hospital stiftelse                                            | 127                                        | (Danvikens hospital)          |                                  |
| Dunkerska stiftelserna                                                |                                            | Trelleborg                    |                                  |
| Gunnar och Märtha Bergendahls stiftelse                               |                                            | Geveko                        |                                  |
| Gun och Bertil Stohnes                                                |                                            | Firefly                       |                                  |
| Hjalmar Svenfelts stiftelse                                           |                                            | Maltor Promotor/Cloetta Fazer |                                  |
| John och Claire Arnolds stiftelse                                     |                                            | Artimplant                    |                                  |
| Trygg-Stiftelsen                                                      |                                            | SEB                           |                                  |